# عاطف نجيب
عاطف نجيب ضابط عسكري سوري سابق كان يحمل رتبة عميد. ترأس الأمن السياسي في مدينة درعا حتى عام 2011، وابن خالة الرئيس السابق بشار الأسد. تطوَّع بالكلية الحربية وتخرج منها برتبة ملازم. تتهمه المعارضة السورية بإهانة مجموعة من وجهاء وأهالي مدينة درعا الذين قدموا ليطالبوا بإطلاق سراح مجموعةٍ من الأطفال الذين كتبوا عبارات مناهضة للنظام على جدار مدرستهم، والتي كانت بداية الثورة السورية.
قُبض عليه في ريف اللاذقية في 31 يناير 2025 من قبل الأجهزة الأمنية، بعد أسابيع قليلة من سقوط نظام الأسد إثر هجوم شنّته قوات المعارضة.